# Marge (finances)
En finances, el terme marge (en anglès: margin) és per influència de l'anglès una de les denominacions per a referir-se a la fiança —garantia— que s'ha de dipositar en les operacions palanquejades. Més concretament és la fiança que el titular d'un instrument financer ha de dipositar per cobrir tot o part del risc de crèdit que està suportant la seva contrapart —el seu broker o una borsa— que s'ha originat arran d'alguna de les següents operacions:
- demanar un crèdit per comprar un instrument financer
- vendre un instrument financer -venda a crèdit-
- obrir una posició en un derivat financer

Donat que per definició en una operació palanquejada el titular no fa efectiu l'import total de l'operació, la seva contrapart és la que sosté el risc; a fi de cobrir part d'aquest risc, la contrapart demana al titular que dipositi en una «compte de marge» (margin account) una fiança que pot ser en forma de diner en efectiu o de valors. A partir d'un marge —fiança— mínim, aquest import augmenta, o es redueix, en la mesura que l'evolució del preu de l'instrument financer és favorable, o contrari, a la posició oberta pel titular.

## Tipus de requeriments de marge
- Marge de liquidació corrent (current liquidating margin) és el cost teòric que suposaria liquidar una posició al preu actual. Per exemple, si l'especulador té una posició curta, el marge de liquidació corrent seria l'import que necessitaria en aquest instant per recomprar l'actiu.
- Marge de manteniment (variation margin o maintenance margin) és l'abonament/càrrec diari dels beneficis/pèrdues si es té una posició oberta en futurs. Les posicions en els mercats de futurs són liquidades diàriament, de manera que la borsa de futurs abona els beneficis en uns comptes a base d'haver carregat les pèrdues en uns altres.
- Marge de prima (premium margin) és el marge que el venedor d'una opció ha de dipositar a fi de cobrir el seu possible exercici a preu corrent per part del comprador. El marge de prima està concebut per cobrir el risc creditici associat amb la posició oberta. Per tant, el marge de prima és igual a la prima que necessitaria pagar per recomprar a preu actual l'opció i tancar la posició.
- Marge de risc addicional (additional risk margin) és el marge que els brokers o les borses carreguen a fi de dotar-se d'un amortidor més ampli en cas de produir-se el pitjor escenari possible; els valors més volàtils tenen un marge de risc addicional major que la resta.

## Margin call, operacions a crèdit, i cracs borsaris
Quan l'evolució del preu de l'instrument financer és contrària a la posició oberta pel titular i les pèrdues potencials comencen a augmentar, la contrapart —el seu broker o una borsa— realitza una trucada telefònica —margin call— al titular alertant-lo que el seu marge —fiança— ja no és suficient per a cobrir totes les pèrdues potencials en les que està incorrent, i demanant-li que o bé dipositi més marge en forma de diner en efectiu o de valors, o bé tanqui immediatament les seves posicions abans que les pèrdues continuïn augmentant per sobre de la fiança mínima dipositada inicialment; en cas que el titular no hagi realitzat cap de les dues accions al final de la jornada, la contrapart li tancarà totes les operacions obertes i iniciarà accions legals contra el titular per reclamar les possibles pèrdues no cobertes pel marge -fiança- mínima inicial. Malgrat que les margin call es produeixen generalment quan es produeixen moviments adversos la posició oberta pel titular, també es poden donar quan de resultes d'un increment de la volatilitat en els preus la contrapart decideix unilateralment augmentar l'import mínim del marge —fiança. En casos extrems de volatilitat en els preus alguns valors poden arribar a ser exclosos d'ésser transaccionats a crèdit.
Donat que els grans operadors en els mercats de valors —fons d'inversió, fons de pensions, fons d'inversió lliure, fons mutuals—, tenen majoritàriament posicions llargues, en cas de produir-se una caiguda abrupta en el preu de mercat d'un valor, aquests poden optar per desfer les seves posicions donant lloc a una caiguda més abrupta; aquesta caiguda abrupta pot donar lloc a margin calls en les operacions obertes a crèdit, fet que pot disparar encara més les vendes per cobrir els requeriments de marge, vendes que encara fan caure més abruptament el preu, provocant més margin calls que donen lloc a més vendes i endegant així un efecte dòmino de pànic venedor que provoca un crac borsari.